# Jan van Beekum
Jan van Beekum (* 16. August 1918 in Den Haag; † 29. November 2001 in Dieren, Gelderland) war ein niederländischer Komponist und Dirigent.
Mit 11 Jahren spielte er als Klarinettist in diversen Blasorchestern rund um Den Haag. Er studierte am Königlichen Konservatorium seiner Heimatstadt Klarinette, Musiktheorie und Klavier und diplomierte 1945.
Es folgte eine Anstellung als Klarinettist in der Arnhemse Orkest Vereniging (Vorgänger des Gelders Orkest). Gleichzeitig setzte er seine Studien als Dirigent fort. Als Dirigent verpflichtete er sich gleich bei zwei Orchestern. Darüber hinaus fungierte er bei der niederländischen Rundfunkgesellschaft VARA als Jurymitglied von Gesangswettbewerben.
Als Komponist schuf er Werke für verschiedene Besetzungen, Studienliteratur und Blasorchesterwerke.

## Werke

### Werke für Blasorchester
- 1978 Trumpets in a hurry
- 1980 Adspirantissimo
  1. Adspirantenmars
  2. Adspirantenwals
  3. Adspirantentango
  4. Adspirantenfoxtrot
- 1980 Rhapsody Russe
- 1981 Krontjong Rhapsodie
- 1982 Fair Play
- 1982 Music for a Ceremony
  1. "Trumpet Tune" de Maurice Greene
  2. "Air" de Johann Sebastian Bach
  3. "Marsch" de Ludwig van Beethoven
  4. "Festive march from Joshua" de Georg Friedrich Händel
- 1988 Music by Candelight
- 1989 Spanish Impressions
  1. Paso-Doble
  2. Habanera
  3. Spanish Waltz
  4. Beguine
- 1992 A Country Dance Party
- Drei lustige Lieder für Chor und Blasorchester
  1. Wiegende Welle
  2. Beim Kronen wirt
  3. Wunderschön das Wandern ist